# Frida Stéenhoff

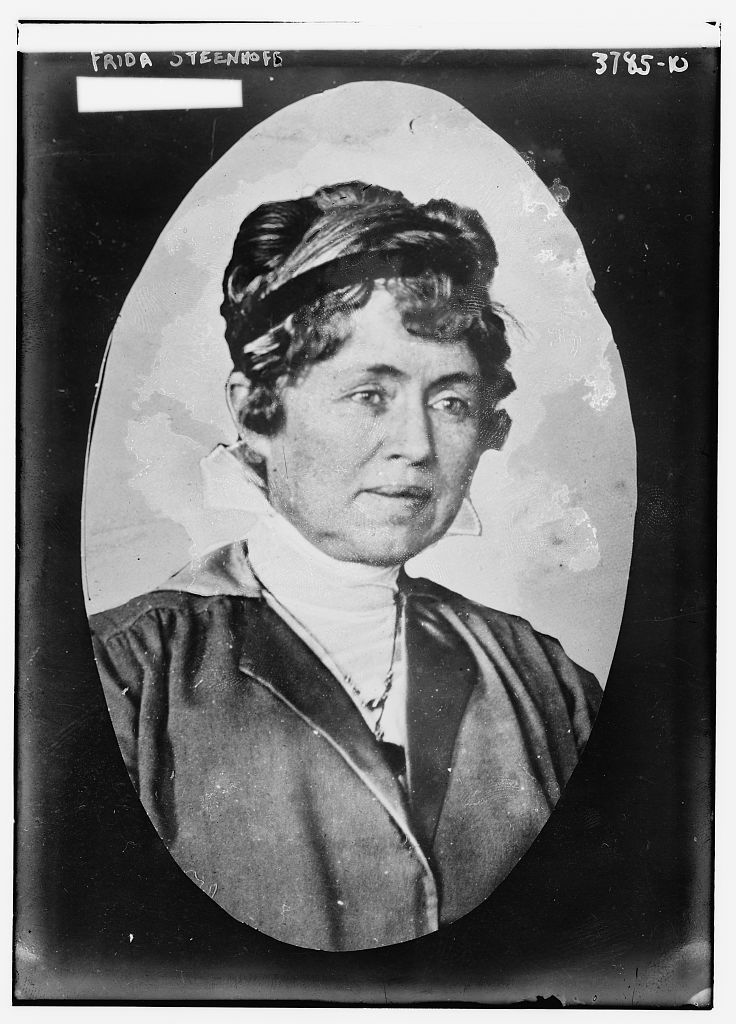
Frida Stéenhoff cirka 1915.

Helga Frideborg (Frida) Maria Stéenhoff, född Wadström den 11 december 1865 i Jakob och Johannes församling i Stockholm, död 22 juni 1945 i Engelbrekts församling i Stockholm, var en svensk författare, målare, tecknare samt konsthantverkare. Hon var den första att introducera begreppet feminism i Sverige 1903.

## Biografi

### Tidiga år
Hon var dotter till komministern Bernhard Wadström (1831–1918) och Helga Westdahl (1838–1879) samt syster till författaren Ellen Hagen. 
Fadern var en central gestalt i Evangeliska Fosterlands-Stiftelsen och de pietistiska kretsar i Stockholm som prinsessan Eugénie tillhörde. Som elev vid den Åhlinska skolan i Stockholm 1879–1882 visade hon stora anlag för konstnärlig verksamhet. Vid skolan sysslade hon bland annat med att skära ornament, reliefer och mindre friskulpturer i trä. Hennes föremål observerades vid ett besök av prinsessan Eugénie som lät den moderlösa Steenhoff och hennes syskon tillbringa flera somrar under uppväxtåren hos prinsessan på hennes sommarhem Villa Fridhem på Gotland. Under sommarvistelserna fick hon sina första lektioner i målning av prinsessan Eugénie.  Prinsessan Eugénie kom att bli ett stöd för systrarna Wadström då hennes mor gick bort 1879 och Frida Stéenhoff var 13 år gammal.

### Skolutbildning
Stéenhoff gick först i Normalskolan för flickor och därefter vid Åhlinska skolan 1879–1882. Hon inledde sina studier 1882 studier vid Tekniska skolan i Stockholm med avsikten att bli konstnär men reste efter någon månad till Neuchâtel i Schweiz, för att vistas ett år hos vänner till familjen. Där studerade hon bland annat måleri och franska vid Collège de filles.  När hon återkom till Stockholm fortsatte hon sina studier vid Tekniska skolan i förhoppningen om att senare kunna studera vidare vid Konstakademien. Men hennes far ville att hon skulle studera på riktigt och skaffa sig ett säkrare levebröd än konstnärens så 1885 övergick hon till att studera för en studentexamen vid Lyceum för flickor, hon tog ”Lilla studenten”, examen i tyska och naturvetenskapliga ämnen, på våren 1886 men hon avbröt fortsatta studier på grund av sin förlovning 1886. Som gift var hon bosatt i Sundsvall där maken drev en läkarpraktik och hon fick god tid att ägna sig åt sitt måleri. Om tillfällen erbjöds fortsatte hon sina konststudier bland annat studerade hon för den franske akvarellisten Boucher i Menton 1890 och för Gottfrid Kallstenius och Virginia Larsson i Stockholm 1892 samt Kerstin Cardon 1893. Hennes konstnärskap såg åter ut att vara hennes framtida uppgift och vid Konstföreningen i Stockholms utställning 1895 fick hon två målningar antagna.  Vid den tidpunkten kom hon att intressera sig för social reformverksamhet och ägnade sig i fortsättningen främst åt ett författarskap och föredragsturnéer, men fortsatte dock att måla och utförde några porträtt och väggdekorationer.

### Författardebuten
Stéenhoff debuterade 1896 med dramat Lejonets unge, som hon gav ut under pseudonymen Harold Gote. Pjäsen hade premiär i Sundsvall 1897. Pjäsen förespråkade kärlek utan äktenskap och betraktar preventivmedel som en självklarhet. Det är i Lejonets unge som Stéenhoff formulerar den berömda devisen "Nästa århundrade blir barnets århundrade" och Barnets århundrade kom att bli titeln på Ellen Keys kända bok. Pjäsen väckte ilska hos vissa, och det sattes upp affischer i staden med texten: ”Ned med Lejonets unge”. Enligt vissa källor samlades 1 200 personer till protestmöten mot henne. Stéenhoff hade även många sympatisörer. 1908 stannade varje avdelning i Sundsvalls Första maj-tåg framför Stéenhoffs bostad och hurrade för henne.

### Feministisk pionjär
Stéenhoff var en känd utgivare av debattskrifter, framför allt genom sin plädering för friare kärleksförbindelser och kritiken av äktenskapet som institution. Hon krävde, att kvinnan skulle bli en "oberoende ekonomisk enhet" och att hon inte skulle behöva ingå äktenskap med en man för att kunna försörja sig själv och sina barn. Störst upplaga fick debattboken Humanitet och barnalstring (1905) med 23 000 exemplar. I skriften Feminismens moral (1903) introducerades begreppet feminism i Sverige i sin nuvarande betydelse. Tidigare hade begreppet använts som en nedsättande beteckning på personer som inte anpassade sig till rådande könskonventioner.
Stéenhoff arbetade aktivt för att reformera den dåtida fattigvården. Hon stiftade en svensk avdelning av Internationale Vereinigung für Mutterschutz und Sexualreform, där hon var medlem. Hon deltog aktivt i den kvinnliga rösträttsrörelsen och i ett flertal humanitära rörelser, bland annat arbetet för kvinnors rätt till barnbegränsning och födelsekontroll. Hon var medarbetare i den liberalt radikala tidskriften Tidevarvet 1923–1936 och hade även nära kontakter med flyktingorganisatörerna i den antinazistiska så kallade Tisdagsklubben, som drevs under hela andra världskriget av Amelie Posse.
Hon skrev även ett flertal texter emot den reglementerade prostitutionen, såsom Den reglementerade prostitutionen ur feministisk synpunkt, (1904) Könsslaveri (1913) och Äktenskap och demokrati (1912). Den första inleds med att  sarkastiskt konstatera att männen har ett tvåfaldigt krav på kvinnan: dels en trogen hustru och mor, dels tillgänglig för alla, men "ej samma kvinna naturligtvis". Prostitutionen måste avskaffas för att jämlikhet mellan könen skulle kunna finnas, menade Stéenhoff.

### Fredsaktivism
Stéenhoff var även en pionjär inom fredsaktivismen. I fredsappellen Fosterlandskänslan (1907) kritiserade hon militarismen som en helig ko, och frågade sig varför den inte fick belysas i forskning och debatt. Hon var en visionär som såg en enad jord, utan nationer, som ett mål. Forskaren Maria Mårsell har skrivit om Stéenhoff som en longtermistisk visionär - begreppet fosterland var enligt Stéenhoff inget slutmål utan bara ett stadium i mänsklighetens utveckling.

### Äktenskap
År 1887 gifte hon sig med läkaren Gotthilf Stéenhoff (1859–1943) och flyttade med honom till Sundsvall. De fick dottern Fanny (1888–1968), som blev skoltandläkare i Stockholm och gift med Ärland Noreen, och sonen Rolf (1898–1988). Paret var åren 1887–1905 bosatt i Sundsvall där maken var stadsläkare. Hon kom därvid i kontakt med arbetarnas levnadsförhållanden. De flyttade till Oskarshamn då maken blev provinsialläkare där 1908 och till sist till Stockholm 1912, där han fram till sin pensionering 1925 var förste provinsialläkare i Stockholms län. Makarna Stéenhoff och deras barn är begravda på Solna kyrkogård.

### Skönlitteratur
- Det heliga arfvet : berättelse / af Harold Gote. Stockholm: Wahlström & Widstrand. 1903. Libris 1726803
- Öknen : berättelse / af Harold Gote. Stockholm: Wahlström & Widstrand. 1904. Libris 835898
- [Nornan. Svensk kalender / Projekt Runeberg Spanska faran / novell af Harold Gote]. Stockholm. 1905. Nornan. Svensk kalender / Projekt Runeberg
- Kring den eviga elden. Stockholm: Fram. 1911. Libris 1490943
- Ljusa bragder och mörka dåd : kulturhistoriska tablåer från 1700-talet. Stockholm: Åhlén & Åkerlund. 1915. Libris 1490382
- Filippas öden : roman. Stockholm: Wahlström & Widstrand. 1918. Libris 19076361 Fulltext: Göteborgs universitetsbibliotek, Projekt Runeberg.
- Svek : tre vanvördiga akter om viss politik. Stockholm: Björck & Börjesson. 1933. Libris 835900. https://gupea.ub.gu.se/handle/2077/41850

#### Dramatik
- Lejonets unge : nutidsskildring i fyra akter / [av] Harold Gote. Stockholm: Wahlström & Widstrand. 1886. Libris 19214875 Fulltext: Göteborgs universitetsbibliotek, Projekt Runeberg. - Ny upplaga ingår i: Blott ett annat namn för ljus : tre texter. 2007.
- Sin nästas hustru : en kärlekstragedi i tre akter / [av Harold Gote]. Stockholm: Wahlström & Widstrand. 1898. Libris 22695753. http://hdl.handle.net/2077/56454
- Ärkefienden : en studie i tre akter, år 1900 / [av] Harold Gote. Stockholm: Wahlström. 1900. Libris 438622
- Stridbar ungdom : skådespel i tre akter / av Harold Gote. Malmö. 1907. Libris 19214907 Fulltext: Göteborgs universitetsbibliotek, / Projekt Runeberg.
- Den vita duvans samfund : skådespel i tre akter / av Harold Gote. Stockholm: Wahlström & Widstrand. 1908. Libris 2113699. https://runeberg.org/vitaduvan
- Den smala vägen : skådespel i tre akter / av Harold Gote. Stockholm: Wahlström & Widstrand. 1910. Libris 19072691 Fulltext: Göteborgs universitetsbibliotek, Projekt Runeberg.
  -  [Ny upplaga]. Stockholm: Rosenlarv. 2008. Libris 10695057. ISBN 9789197599351
  -  [Ny upplaga] / [bearbetning: Fanny Boëthius]. Stockholm: Stockholms stadsteater. 2008. Libris 14555900
- Kärlekens rival : skådespel i tre akter / av Harold Gote. Oskarshamn: Oskarshamnsbladets boktr. 1912. Libris 1633909. https://runeberg.org/karlekriv
- Eva och ormen : sketch i två tablåer. För amatörscenen, 99-1248201-8. Stockholm. 1942. Libris 1198330

### Varia
- Feminismens moral : föredrag hållet i Sundsvall d 30 juni 1903. Stockholm: Wahlström & Widstrand. 1903. Libris 8223760. https://runeberg.org/sffemmoral/  - Ny upplaga ingår i: Blott ett annat namn för ljus : tre texter. 2007.
- Den reglementerade prostitutionen ur feministisk synpunkt. Fria ord, 9923183459 ; 3. Stockholm: Björck & Börjesson. 1904. Libris 2201878. https://runeberg.org/regleprost/
- Humanitet och barnalstring. Stockholm: Björck & Börjesson. 1905. Libris 1495323
- Hvarför skola kvinnorna vänta? : föredrag om den kvinnliga rösträtten hållet i Stockholm den 23 november 1905. Borgå: Björck & Börjesson. 1905. Libris 19214896 Fulltext: Göteborgs universitetsbibliotek, Projekt Runeberg.
- Fosterlandskänslan. Fria ord, 99-2318345-9 ; 8. Stockholm: Björck & Börjesson. 1907. Libris 1616533
- Några ord om protesterna och grundlinjerna i mitt författarskap : föredrag hållet i Sundsvall den 20 april 1908. Sundsvall: Mattssons bokh. 1908. Libris 1617854. https://runeberg.org/sfprotest
- Penningen och kärleken. Fria ord, 99-2318345-9 ; 10. Stockholm: Björck & Börjesson. 1908. Libris 1616535. https://runeberg.org/pennkarlek/
- Min fru : fru eller fröken : reformförslag. Stockholm: Björck & Börjesson. 1910. Libris 1617853
- Det nya folket. Stockholm: Fram. 1910. Libris 1617852
- Teatern och livet : några tankar om dramatisk konst i nutid och framtid. Serien : Fria ord ; 11. Stockholm: Björck & Börjesson. 1910. Libris 18219272 Fulltext: Göteborgs universitetsbibliotek, Projekt Runeberg.
- Kärleken som kulturproblem. Stockholm: Fram. 1912. Libris 1639922. https://runeberg.org/karlekkult/
- Äktenskap och demokrati. Stockholm: Fram. 1912. Libris 1639923. https://runeberg.org/sfaktedemo
- Könsslaveri. Stockholm: Sällskapet för humanitär barnalstrings förlag. 1913. Libris 666662
- Krigets herrar - världens herrar : föredrag på socialistiska internationella kvinnodagen i Stockholm 1915. Stockholm. 1915. Libris 1466442
- Den kinesiska muren : Rosika Schwimmers kamp för rätten och hennes krig mot kriget. Stockholm: Dahlberg & Co. 1917. Libris 8213425 - Tillsammans med Anna Lenah Elgström, Elin Wägner med flera.
- Alkoholfri kultur : Föredrag vid nordiska kvinnokongressen 1928. Stockholm: [Vita bandets centralstyrelse]. 1928. Libris 1334945
- Objektiv stats- och könsmoral. Stockholm. 1937. Libris 1439349
- Alkoholfri hemkultur. Stockholm: Vita bandet. 1942. Libris 1458272
- Den nya moralens genombrott kring sekelskiftet. Stockholm. 1942. Libris 1198311
- Josephine Butler, 1828-1906 : en sann hjältesaga. Stockholm: Wilhelmsson. 1944. Libris 1458273
- Blott ett annat namn för ljus : tre texter. Stockholm: Rosenlarv. 2007. Libris 10357688. ISBN 978-91-975993-2-0 - Innehåll: Feminismens moral ; Ett sällsamt öde ; Lejonets unge

#### Artiklar (urval)
- 1924 - Samtal med en borgmästare om prostitutionen (Tidevarvet 1924(2):8, s. 4, 5, 6)
- 1924 - Ellen Key och Nikodemus (Tidevarvet 1924(2):49, s. 1, 6)
- 1925 - Babels förbistring: angående befolkningsproblem ... (Tidevarvet 1925(3):7, s. 3)
- 1925 - Bör nutidsmänniskan tro på drömmar? (Tidevarvet 1925(3):14, s. 4)
- 1925 - Vad unnar han henne? (Tidevarvet 1925(3):17, s. 4 )

## Filmografi
- Frida Stéenhoff - Sveriges första feminist. Arnold Film Factory, Sundsvall. Inspelad 2012.  Speltid 17 min.